# Герб Мельбурна
Герб Мельбурна - офіційний символ міста Мельбурна, Австралія. Герб був наданий  30 січня 1940 р.

## Блазон

### Щит
На срібному щиті червоний хрест (хрест святого Георгія) із вузькою червоною смужкою суміжну і паралельну кожній стороні хреста. У центральній частині хреста - Королівська корона.
А в чотирьох чвертях розміщені:
- у верхньому лівому куті (перша чверть) - руно, що висить з червоного кільця.
- у верхньому правому куті (друга чверть) - чорний бик, що стоїть на зеленому пагорбі.
- у нижньому лівому куті (третя чверть) - морський кит, який плаває в морі.
- у правому нижньому куті (четверта чверть) - трищогловий вітрильник у плаванні.

### Клейнод

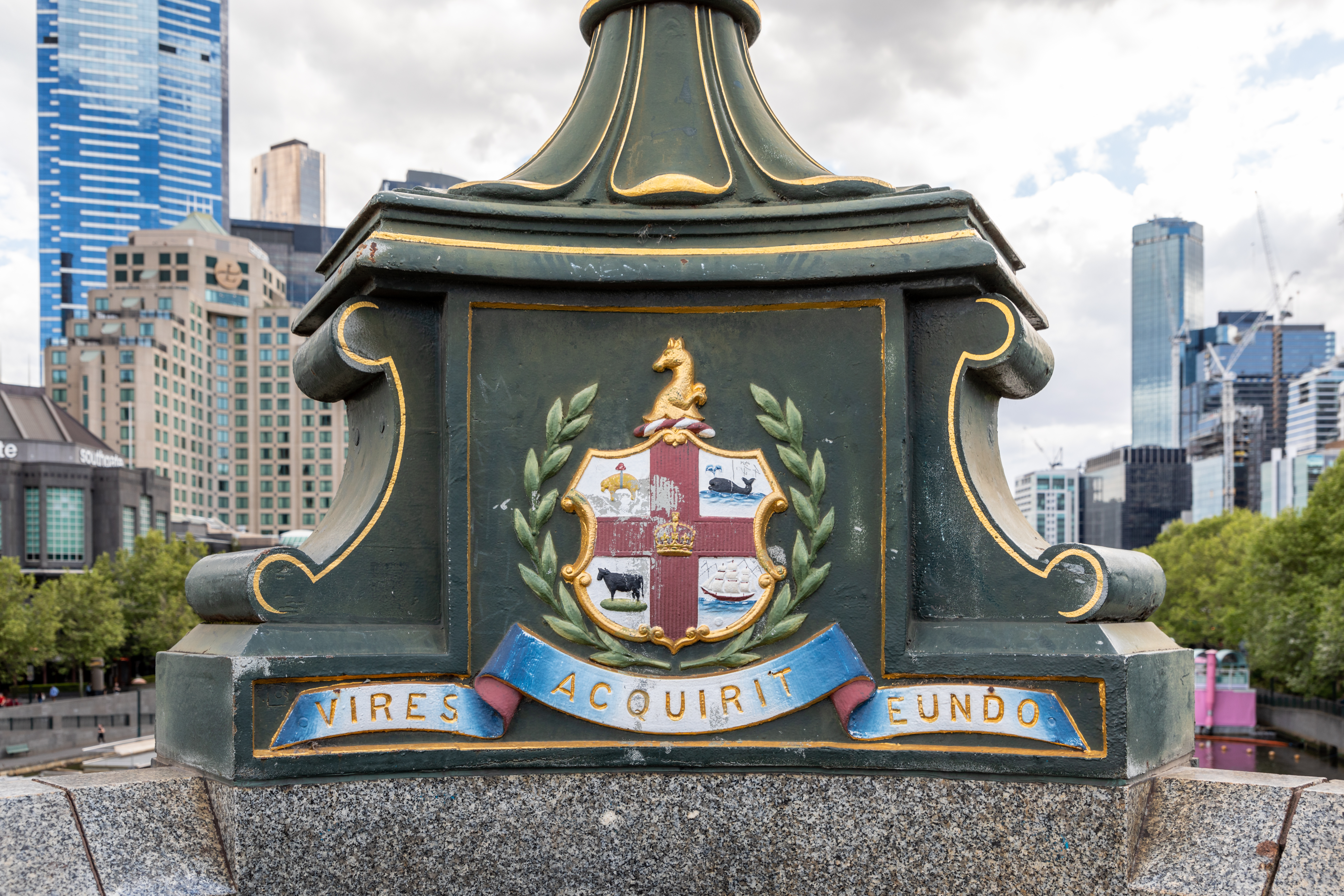
Лаконічний герб в архітектурі міста

Над щитом - залізний шолом з червоним наметом, що підбитий сріблом. Шоломом увінчаний срібно-червоним буралетом, над яким золота міська корона, яка є символом муніципальної влади. З корони піднімається верхня половина кенгуру, звернена лівою стороною щита і дивиться назад через плече.

### Щитотримачі
З кожного боку щита золотий розташований золотий лев  з чорною мурованою короною на голові на задніх лапах. Навколо кожної левиної шиї - червоний комір, на якому є дві п'ятипроменеві срібні зірки. Червоний ланцюг, що прикріплений вгорі до коміра, проходить над спиною і тілом кожного лева.

### Девіз
Стрічка внизу щита звучить як "Vires Acquirit Eundo", що перекладається як "Ми збираємо сили, коли йдемо" (цитата з Енеїди Вергілія, яка в оригінальному контексті стосується Фами, або Слуху).

## Список джерел
- Герб міста Мельбурн [Архівовано 2 січня 2012 у Wayback Machine.]